# Речане (Гостивар)
Речане (мкд. Речане) је насељено место у Северној Македонији, у северозападном делу државе. Речане припада општини Гостивар.

## Географски положај
Насеље Речане је смештено у северозападном делу Северне Македоније. Од најближег већег града, Гостивара, насеље је удаљено 10 km југозападно.
Речане се налази у горњем делу историјске области Полог. Насеље је положено на југозападном ободу Полошког поља, на месту где се из поља издиже планина Враца, јужни наставак Шар-планине. Близу насеља се налази извор Вардара, који је веома јак, у облику врела. Надморска висина насеља је приближно 740 метара.
Клима у насељу је умерено континентална.

## Историја
Почетком 20. века Речане је било насељено муслиманским Албанцима.

## Становништво
По попису становништва из 2002. године Речане је имало 1.054 становника.
Претежно становништво у насељу су Албанци (98%). 
Већинска вероисповест у насељу је ислам. 